# Clematis elisabethae-carolae
Clematis elisabethae-carolae ist eine Pflanzenart aus der Familie der Hahnenfußgewächse (Ranunculaceae). Die Art ist benannt nach der Frau des Botanikers Werner Greuter, Lieselotte (abgeleitet von Elisabeth Charlotte) Greuter, die die Art in Kreta entdeckt hat.

## Beschreibung
Clematis elisabethae-carolae ist ein Strauch oder Kleinstrauch, der Wuchshöhen von 50 bis 200 Zentimeter erreicht. Die Pflanze bildet große Büsche mit herabhängenden Zweigen. Die Stängel klettern kaum. Die Blätter sind ganzrandig und ledrig. Die unteren sind einfach. Die oberen sind dreizählig geteilt, 30 bis 60 Millimeter groß, eilanzettlich bis lanzettlich und am Grund gestutzt bis herzförmig. Die Blüten haben einen Durchmesser von 27 bis 30 Millimeter, sind weiß gefärbt und duften nach Orangenblüten. 
Die Blütezeit reicht von Juni bis Juli.

## Vorkommen
Clematis elisabethae-carolae ist auf Kreta in der Präfektur Chania endemisch. Die Art wächst hier in den Lefka Ori in Höhenlagen von 1250 bis 1850 Meter in Felsspalten in Karstkratern.

## Belege
- Ralf Jahn, Peter Schönfelder: Exkursionsflora für Kreta. Mit Beiträgen von Alfred Mayer und Martin Scheuerer. Eugen Ulmer, Stuttgart (Hohenheim) 1995, ISBN 3-8001-3478-0, S. 97.